# Ramón Grosfoguel
Ramón Grosfoguel (San Juan, Puerto Rico, 20 de mayo de 1956) es un sociólogo puertorriqueño nacido en Puerto Rico, perteneciente al Grupo modernidad/colonialidad (Grupo M/C) que se desempeña en la Universidad de California en Berkeley. Define su pensamiento como perteneciente a la corriente decolonial, superadora de la corriente poscolonial con la que se considera emparentado.
Sostiene que existe un vínculo estructural entre modernidad y colonialismo y que los efectos del colonialismo europeo no cesaron con los procesos de descolonización e independencia nacional de los siglos XIX y XX, persistiendo en la cultura y las formas de pensar (epistemología). Propone un "giro decolonial" para realizar una descolonización epistemológica que corrija las deformaciones universalistas y ahistóricas del eurocentrismo y la modernidad, a la que considera en situación de "crisis terminal".
Pone el acento en la crítica del racismo y la línea divisoria que el pensamiento colonial hace entre lo humano y lo no humano. Defiende la idea de interseccionalidad de categorías como clase y género, a partir de la línea de distinción entre lo humano y lo no humano que realiza la epistemología colonial.

## Publicaciones
- Colonial Subjects. Puerto Ricans in a Global Perspective. Berkeley: University of California Press. 2003.
- El giro decolonial: reflexiones para una diversidad epistémica más allá del capitalismo global (comp, 2007)
- Unsetling postcoloniality: coloniality, transmodernity and border thinking, Duke University Press, 2007
- “Izquierdas e Izquierdas Otras: entre el proyecto de la izquierda eurocéntrica y el proyecto transmoderno de las nuevas izquierdas descoloniales”, Tabula Rasa 11 (julio-diciembre): 9-29, 2009
- “Interculturalidad ¿diálogo o monólogo?: la subalternidad desde la colonialidad del poder en los procesos fronterizos y transculturales latinoamericanos” en Mario Campaña (ed.) América Latina: los próximos 200 años (Barcelona: CECAL-Guaraguao y Ministerio de Cultura de España), 2010.
- “La descolonización del conocimiento: diálogo crítico entre la visión descolonial de Frantz Fanon y la sociología descolonial de Boaventura de Sousa Santos” en Formas-Otras: Saber, nombrar, narrar, hacer (IV Training Seminar de jóvenes investigadores en Dinámicas Interculturales, Fundación CIDOB, Barcelona): 97-108, 2011
- “Racismo Epistémico” ,Tabula Rasa No. 14 (julio-diciembre), 2011
- “Introduction: From University to Pluriversity: A Decolonial Approach to the Present Crisis of Western Universities” (with Capucine Boidin and James Cohen), Human Architecture: Journal of the Sociology of Self-Knowledge, Vol. IX, Special Issue: 1-6, 2011.
- “Decolonizing Post-Colonial Studies and Paradigms of Political Economy: Transmodernity, Decolonial Thinking and Global Coloniality”, Transmodernity: Journal of Peripheral Cultural Production of the Luso-Hispanic World Vol. 1, No. 1., 2011
- De la sociología de la descolonización al nuevo antiimperialismo decolonial. Madrid Akal. 2022.